# Казе Бетин (Венеција)
Казе Бетин (итал. Case Bettin) је насеље у Италији у округу Венеција, региону Венето.
Према процени из 2011. у насељу је живело 36 становника. Насеље се налази на надморској висини од -1 м.